# Homosexualität in Mexiko

Geografische Lage von Mexiko

Homosexualität war in Mexiko gesellschaftlich in der Vergangenheit tabuisiert, wird hingegen in der Gegenwart in zunehmendem Maße anerkannt. Es besteht die Möglichkeit, eine gleichgeschlechtliche Ehe zu schließen.
Ein Adoptionsrecht besteht für gleichgeschlechtliche Ehepaare nur in einem Teil der Bundesstaaten (siehe Karte unten).

## Legalität
Homosexualität ist seit der Übernahme des französischen Code pénal während der französischen Intervention in Mexiko (1862–1867) legal. Das mexikanische Strafgesetzbuch, das 1871 verabschiedet wurde, hatte keine Strafbestimmungen bezüglich homosexueller Handlungen. Bis 1998 wurden hingegen Gesetze wegen öffentlicher Unmoral gegen homosexuelle Handlungen angewandt. Das Schutzalter ist von Bundesstaat zu Bundesstaat unterschiedlich geregelt.

## Antidiskriminierungsgesetze
Seit 2001 verbietet die mexikanische Verfassung landesweit die Diskriminierung aufgrund sexueller Orientierung. 2003 wurde des Weiteren ein Bundesgesetz zum Schutz sexueller Minderheiten in Mexiko verabschiedet. Ebenso können homosexuelle Menschen uneingeschränkt im Militär tätig sein.

## Anerkennung gleichgeschlechtlicher Ehen

Gleichberechtigung der gleichgeschlechtlichen Ehe in mexikanischen Bundesstaaten:
Rechtliche Gleichstellung von Ehen gleichgeschlechtlicher und verschiedengeschlechtlicher Paare
Heiratslizenzen werden an gleichgeschlechtliche Paare ausgestellt, obwohl dies nach staatlichem Recht nicht zulässig ist. Die Bearbeitung kann länger dauern oder teurer sein als Lizenzen für verschiedengeschlechtliche Paare
Ungleichheit in der Ehe: Verheiratete gleichgeschlechtliche Paare gelten nicht als verheiratet, wenn es um die Adoption von Kindern geht

Im November 2006 wurden eingetragene Partnerschaften (Sociedad de Convivencia) in der Hauptstadt Mexiko-Stadt für gleichgeschlechtliche Paare zugelassen. Das erste in Mexiko verpartnerte Paar waren der Journalist Antonio Medina und Jorge Cerpa.
Am 11. Januar 2007 erlaubte der mexikanische Bundesstaat Coahuila im Nordosten des Landes ebenso eingetragene Partnerschaften (Pacto Civil de Solidaridad). Die Lebenspartnerschaften in Coahuila ermöglichen weitestgehend die gleichen Rechte und Pflichten einer Ehe mit Ausnahme von Adoptionen. Im September 2014 öffnete der Bundesstaat Coahuila schließlich die Ehe für gleichgeschlechtliche Paare. Im Juli 2013 erlaubte der Bundesstaat Colima Lebenspartnerschaften.
In weiteren Bundesstaaten Mexikos wurde die Zulassung von Lebenspartnerschaften und einige Jahre später dann die Eheöffnung diskutiert: Michoacán, Jalisco, Bundesstaat Mexiko, Puebla und Veracruz. Politische Unterstützung kam insbesondere hierbei von der mexikanischen Partei Partido de la Revolución Democrática.
Im Dezember 2009 beschloss der Stadtrat von Mexiko-Stadt in einer Abstimmung mit 39 zu 20 Stimmen die Zulassung gleichgeschlechtlicher Ehen im Gebiet der Hauptstadt Mexikos. Am 4. März 2010 trat das Gesetz in Kraft. Im August 2010 bestätigte der oberste Gerichtshof von Mexiko die Eheöffnung in Mexiko-Stadt als verfassungsgemäß. Im Januar 2012 plante die Karibikhafenstadt Cancún die Ehe für gleichgeschlechtliche Paare zu öffnen; es folgte dort im Bundesstaat Quintana Roo, in dem die Touristenstadt Cancún sich befindet, die Eheöffnung. Im Dezember 2012 entschied der oberste Gerichtshof von Mexiko, dass gleichgeschlechtliche Ehen, die in einem Bundesstaat geschlossen wurden, in allen anderen mexikanischen Bundesstaaten anerkannt werden müssen.
Im Juni 2015 entschied der oberste Gerichtshof von Mexiko, dass das Ehe-Verbot für Schwule und Lesben gegen den Gleichbehandlungsgrundsatz in der mexikanischen Verfassung verstößt. Der Suprema Corte de Justicia de la Nación hat damit zwar nicht die sofortige Eheöffnung im gesamten Land angeordnet. Aber gleichgeschlechtliche Paare haben damit das Recht, die Ehe-Öffnung durch eine Anordnung vor einem Amtsgericht in den jeweiligen Bundesstaaten zu erzwingen. Im Juni 2015 öffnete als weiterer Bundesstaat Chihuahua die Ehe für gleichgeschlechtliche Paare. Im Juli 2015 öffnete der Bundesstaat Guerrero die Ehe für gleichgeschlechtliche Paare. Im August 2015 urteilte der Suprema Corte de Justicia de la Nación, dass ein bundesstaatliches Verbot der Adoption durch gleichgeschlechtliche Paare verfassungswidrig sei. Im Dezember 2015 ermöglichte der Bundesstaat Nayarit die Eheöffnung und im Januar 2016 befürwortete der Suprema Corte de Justicia de la Nación die Eheöffnung im Bundesstaat Jalisco. Weitere parlamentarische Eheöffnungen erfolgten 2016 in den Bundesstaaten Campeche, Colima, Michoacán und Morelos.
Im Juli 2017 wurde die Ehe für alle im mexikanischen Bundesstaat Chiapas höchstgerichtlich ermöglicht. Im August 2017 wurde die Eheöffnung höchstgerichtlich im mexikanischen Bundesstaat Puebla angeordnet.
Im November 2007 ermöglichte die bundesstaatliche Regierung im mexikanischen Bundesstaat Baja California die gleichgeschlechtliche Ehe. Im Mai 2018 wurde die gleichgeschlechtliche Ehe höchstgerichtlich im mexikanischen Bundesstaat Sinaloa angeordnet. Im Februar 2019 wurde die gleichgeschlechtliche Ehe im Bundesstaat Nuevo León ermöglicht.
Seit Ende 2022 besteht in allen Bundesstaaten die Möglichkeit, eine gleichgeschlechtliche Ehe zu schließen.

## Gesellschaftliche Situation

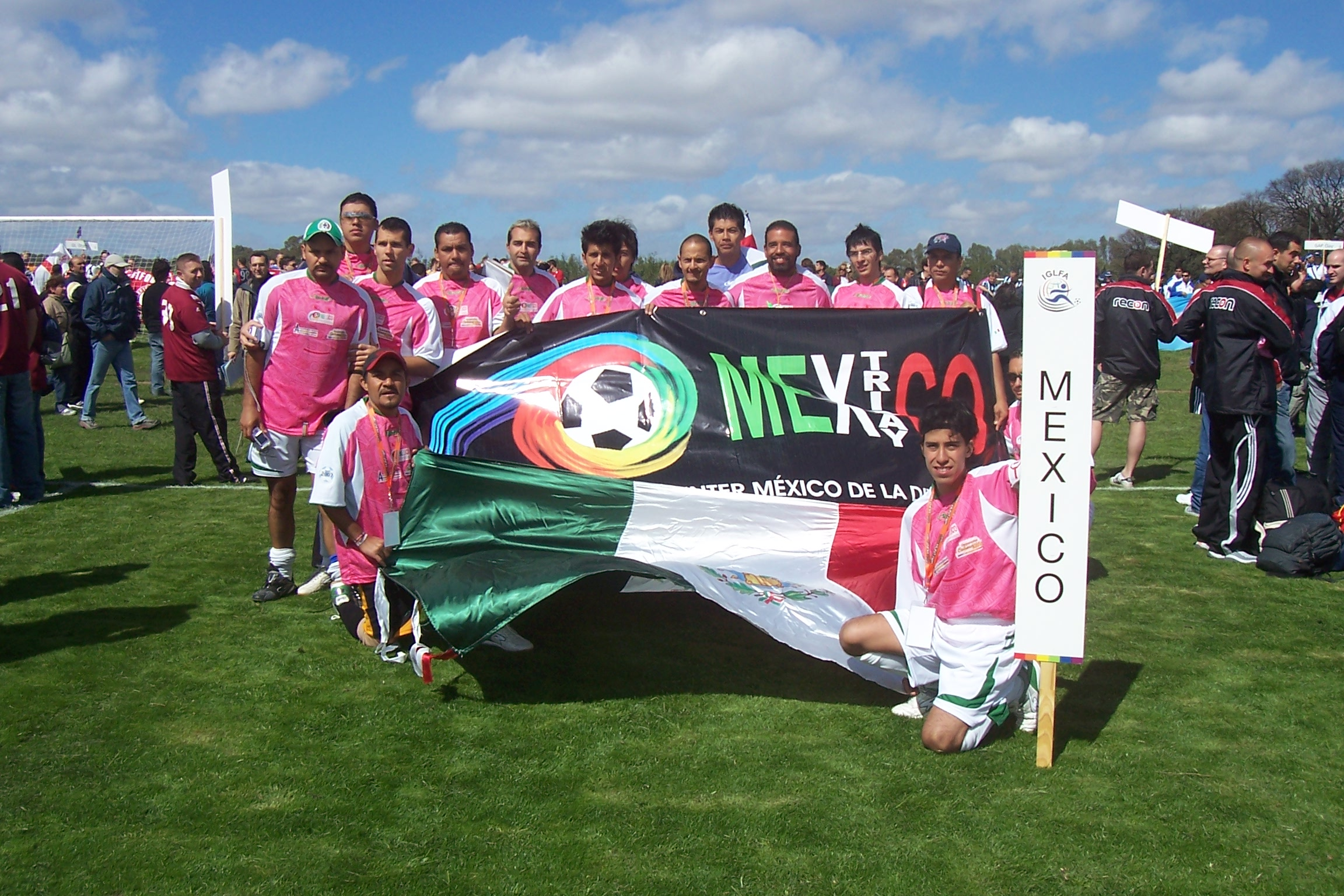
Schwules Fußballteam Mexiko

Eine homosexuelle Community findet sich vorrangig in der Hauptstadt Mexiko-Stadt sowie in den Großstädten Monterrey, Tijuana und Guadalajara. In der Hauptstadt befindet sich das Lesben- und Schwulenviertel in der Zona Rosa (südlich vom Paseo de la Reforma). Puerto Vallarta ist ein beliebtes Ferienziel homosexueller Touristen in Mexiko. In ländlichen Regionen Mexikos hingegen ist das Klima eher homophob.
Seit 1995 wird das lesbische Magazin Lesvoz publiziert. Patria Jiménez wurde 1997 als erste offen lesbische Politikerin als Abgeordnete in das Parlament gewählt. 2006 startete ein International Gay Film Festival. Im Jahr 2012 fand vom 1. bis 9. Juni die schwule Fußballweltmeisterschaft der IGLFA in Mexiko statt.